# São José da Laje
São José da Laje este un oraș în unitatea federativă Alagoas (AL), Brazilia.